# Una lepre con la faccia di bambina (miniserie televisiva)
Una lepre con la faccia di bambina è una miniserie televisiva italiana, composta da due puntate, trasmessa originariamente in prima visione il 22 e il 23 marzo 1989, e successivamente replicata in versione tagliata come film TV.
La fiction è diretta da Gianni Serra, ed è basata sul libro omonimo di Laura Conti. Vengono narrate le conseguenze su due ragazzi, Marco e Sara, del disastro di Seveso del 10 luglio 1976.